# Mátyás Bíró
Mátyás Bíró (* 17. Mai 1994 in Miercurea Ciuc) ist ein rumänischer Eishockeyspieler, der seit 2015 beim ASC Corona 2010 Brașov in der Rumänischen Eishockeyliga und der MOL Liga spielt.

## Karriere

### Club
Mátyás Bíró, der der ungarischsprachigen Minderheit der Szekler in Rumänien angehört, begann seine Karriere beim SC Miercurea Ciuc, dem traditionellen Klub der Szekler, für den er in der ungarischen U18-Liga spielte. 2010 wechselte er in die Slowakei zum HK Nitra, wo er in den verschiedenen Nachwuchsmannschaften des Klubs spielte. 2014 kehrte er nach Rumänien zurück, wo er eine Spielzeit für den HSC Csíkszereda, wie sich der SC Miercurea Ciuc nunmehr nennt, in der rumänischen Eishockeyliga und der MOL Liga spielte. Seit 2015 steht er beim ASC Corona 2010 Brașov ebenfalls in der rumänischen Liga und der MOL Liga auf dem Eis. 2017 wurde er mit dem Klub rumänischer Meister.

### International
Bíró spielt international im Gegensatz zu anderen Szeklern, die für Ungarn antreten, für sein Geburtsland Rumänien. Bereits im Juniorenbereich war er bei Weltmeisterschaften aktiv: Er nahm an den U18-Weltmeisterschaften 2010, 2011 und 2012, als er der Topscorer unter den Verteidigern war, sowie an den U20-Weltmeisterschaften 2012, als er zum besten Spieler seiner Mannschaft gewählt wurde und gemeinsam mit seinem Landsmann Roberto Gliga drittbester Scorer hinter den beiden Esten Robert Rooba und Artjom Gornostajev und gemeinsam mit Gliga und Zsombor Molnár zweitbester Vorbereiter nach Gornostajev war, 2013 und 2014 jeweils in der Division II teil.
Sein Debüt in der Herren-Nationalmannschaft gab Bíró bei der Weltmeisterschaft 2014, als die Rumänen den Abstieg in die Division II hinnehmen mussten. Anschließend spielte er 2015 und 2017, als er gemeinsam mit dem Serben Marko Sretović drittbester Torvorbereiter hinter dem Belgier Mitch Morgan und dem Serben Dominik Crnogorac war, in der Division II und erreichte dort jeweils den Aufstieg in die Division I. Dort spielte er dann bei der Weltmeisterschaft 2018.

## Erfolge
- 2012 Aufstieg in die Division II, Gruppe A, bei der U20-Weltmeisterschaft der Division II, Gruppe B
- 2015 Aufstieg in die Division I, Gruppe B, bei der Weltmeisterschaft der Division II, Gruppe A
- 2017 Rumänischer Meister mit dem ASC Corona 2010 Brașov
- 2017 Aufstieg in die Division I, Gruppe B, bei der Weltmeisterschaft der Division II, Gruppe A

## MOL-Liga-Statistik
(Stand: Ende der Saison 2017/18)